# Stanley Cup-slutspelet 1934
Montreal Maroons vs. New York Rangers
| Datum   | Hemma            | Mål | Borta            | Mål | Not |
| ------- | ---------------- | --- | ---------------- | --- | --- |
| 20 mars | Montreal Maroons | 0   | New York Rangers | 0   |     |
| 25 mars | New York Rangers | 1   | Montreal Maroons | 2   |     |

Montreal Maroons vann kvartsfinalserien med 2-1 i målskillnad.
Montreal Canadiens vs. Chicago Black Hawks
| Datum   | Hemma               | Mål | Borta               | Mål | Not      |
| ------- | ------------------- | --- | ------------------- | --- | -------- |
| 22 mars | Montreal Canadiens  | 2   | Chicago Black Hawks | 3   |          |
| 25 mars | Chicago Black Hawks | 1   | Montreal Canadiens  | 1   | sd 11.05 |

Chicago Black Hawks vann kvartsfinalserien med 4-3 i målskillnad.
Detroit Red Wings vs. Toronto Maple Leafs
| Datum   | Hemma               | Mål | Borta               | Mål | Not     |
| ------- | ------------------- | --- | ------------------- | --- | ------- |
| 22 mars | Toronto Maple Leafs | 1   | Detroit Red Wings   | 2   | sd 1.33 |
| 24 mars | Toronto Maple Leafs | 3   | Detroit Red Wings   | 6   |         |
| 26 mars | Detroit Red Wings   | 1   | Toronto Maple Leafs | 3   |         |
| 28 mars | Detroit Red Wings   | 1   | Toronto Maple Leafs | 5   |         |
| 30 mars | Detroit Red Wings   | 1   | Toronto Maple Leafs | 0   |         |

Detroit Red Wings vann semifinalserien med 3–2 i matcher.
Chicago Black Hawks vs. Montreal Maroons
| Datum   | Hemma               | Mål | Borta               | Mål | Not |
| ------- | ------------------- | --- | ------------------- | --- | --- |
| 28 mars | Montreal Maroons    | 0   | Chicago Black Hawks | 3   |     |
| 1 april | Chicago Black Hawks | 3   | Montreal Maroons    | 2   |     |

Chicago Black Hawks vann semifinalserien med 6-2 i målskillnad.
Detroit Red Wings vs. Chicago Black Hawks
| Datum    | Hemma               | Mål | Borta               | Mål | Not      |
| -------- | ------------------- | --- | ------------------- | --- | -------- |
| 3 april  | Detroit Red Wings   | 1   | Chicago Black Hawks | 2   | sd 21.00 |
| 5 april  | Detroit Red Wings   | 1   | Chicago Black Hawks | 4   |          |
| 8 april  | Chicago Black Hawks | 2   | Detroit Red Wings   | 5   |          |
| 10 april | Chicago Black Hawks | 1   | Detroit Red Wings   | 0   | sd 30.05 |

Chicago Black Hawks vann finalserien med 3–1 i matcher.